# Robert Heinemann
Robert Heinemann (* 28. Mai 1974 in  Hamburg) ist ein deutscher ehemaliger Politiker der CDU. Er war Mitglied der Hamburgischen Bürgerschaft.

## Leben
Heinemann machte 1993 Abitur am Gymnasium Othmarschen. Anschließend folgte der Zivildienst an der Ev.-luth. Melanchthonkirchengemeinde in Groß Flottbek und von 1995 bis 1997 eine Ausbildung zum Bankkaufmann bei der Dresdner Bank AG und arbeitet anschließend im Privat- und Firmenkundengeschäft. Parallel dazu absolvierte er von 1993 bis 1999 ein Studium der Betriebswirtschaftslehre an der Fern-Universität Hagen und schloss dieses als Diplom-Kaufmann ab. Ab 1999 war er Leiter der Öffentlichkeitsarbeit bei der ECE Projektmanagement G.m.b.H. & Co. KG und von 2006 bis 2013 Director Corporate Communications. Von 2014 bis 2016 verantwortete er als Senior Director das Center Management in den Kernmärkten der ECE. Seit 2017 ist er als Geschäftsführer zuständig für HR & Corporate Services, seit 2021 als Geschäftsführer der ECE Group Services GmbH & Co. KG für Corporate Operations & Solutions.
Von 1997 bis 2000 war er Mitglied im Kirchenvorstand der Ev.-luth. Melanchthonkirchengemeinde sowie stellvertretender Vorsitzender des geschäftsführenden Verbandsausschusses des Kirchengemeindeverbandes Altona. Von 2002 bis 2006 war er ehrenamtlicher Geschäftsführer des Vereins „Lebendiger Jungfernstieg e. V.“, der den Umbau des Hamburger Jungfernstiegs initiierte und umsetzte. Von 2004 bis 2011 war er Mitglied im Beirat der Landeszentrale für politische Bildung Hamburg, seit 2008 als Vorsitzender des Beirates. Seit 2004 ist er Vorstand der Stiftung „Lebendige Stadt“, seit 2020 Mitglied des Plenums der Handelskammer Hamburg sowie in deren Ausschüssen für Finanzen und Stadtentwicklung.
Robert Heinemann ist verheiratet und hat eine Tochter und zwei Söhne. Er lebt in Hamburg-Ottensen.

## Politik
Heinemann ist seit 1990 Mitglied in der CDU. 1992 bis 1993 war er Landesvorsitzender der Schüler Union. Zwischen 1992 und 1999 war er Mitglied in verschiedenen Ausschüssen der Bezirksversammlung in Hamburg-Altona und von 2001 bis 2004 Bezirksabgeordneter. Dort war er haushaltspolitischer Sprecher sowie Mitglied des Fraktionsvorstands. Von 1993 bis 2004 war er zudem Mitglied der Deputation der Schulbehörde, seit 1998 als Sprecher der CDU-Fraktion.
Vom 17. März 2004 bis 2. März 2015 war er Mitglied der Hamburgischen Bürgerschaft. Von 2004 bis 2008 war er schulpolitischer Sprecher und von 2006 bis 2007 auch Obmann seiner Fraktion in der Enquete-Kommission zu den Konsequenzen aus den PISA-Ergebnissen. In beiden Funktionen entwickelte er maßgeblich die neue Hamburger Stadtteilschule mit. Nach der Wahl 2008 zog er sich aufgrund der Koalitionsvereinbarung zur Primarschule aus der Bildungspolitik zurück und engagierte sich zunächst als bezirkspolitischer Sprecher, von 2009 bis 2011 als verfassungspolitischer Sprecher. Nach dem Volksentscheid zur Primarschule im Sommer 2010 forderte er erfolgreich einen neuen schulpolitischen Kurs der Hamburger CDU und wurde Vorsitzender des Landesfachausschusses Bildung der Hamburger CDU. Bei der Bürgerschaftswahl am 20. Februar 2011 zog er als Direktkandidat im Wahlkreis Altona wieder in die Bürgerschaft ein. Im April 2011 wurde er zum schulpolitischen Sprecher seiner Fraktion ernannt sowie in den Fraktionsvorstand gewählt. Aus beiden Funktionen zog er sich Ende Mai 2013 aus beruflichen Gründen zurück. Bei den Bürgerschaftswahlen im Februar 2015 kandidierte er aus dem gleichen Grund nicht erneut.